# باشگاه فوتبال لیاونینگ
باشگاه فوتبال لیاونینگ (انگلیسی: Liaoning Whowin F.C.) یک باشگاه فوتبال چینی است که سال ۱۹۵۳ در شهر شن‌یانگ تأسیس شد و در سوپر لیگ فوتبال چین رقابت می‌کند و سابقه ۲ قهرمانی در جام حذفی فوتبال چین و ۱ قهرمانی در سوپرجام چین و ۸ قهرمانی در لیگ چین را در تالار افتخارات خود دارد. این باشگاه در فصل ۹۰–۱۹۸۹ با شکست یوکوهاما مارینوس ژاپن قهرمان لیگ قهرمانان آسیا شد و یک سال بعد در فینال فصل ۹۱–۱۹۹۰ حریف استقلال تهران شد که با شکست ۲–۱ در برابر این تیم به نایب قهرمانی آسیا بسنده کرد. در پایان فصل ۲۰۱۰ سوپرلیگ چین در رتبه آخر قرار گرفت و بدین ترتیب قهرمان و نایب قهرمان سابق آسیا به دسته یک چین سقوط کرد. این باشگاه ابتدا توسط مالکان مالزیایی اداره می‌شد که یکی از این مالکان دورگه ژاپنی و مالزیایی بود و به خاطر اختلافات زیادی که مردم ژاپن و چین با یکدیگر دارند موجب اعتراضات زیادی شد به‌خصوص از سوی هواداران لیاونینگ که همین مورد باعث فروش باشگاه به یکی از تجار سرشناس چین شد و مالک جدید به علت عدم بازدهی و پولسازی مدنظرش به فرزند یکی از دولتمردان چینی که فقط ۲۱ سال داشت فروخته شد و بعدها به همین شکل چندین بار دست به دست شد و در نهایت این تیم در سال ۲۰۲۰ رسماً منحل شد.

## افتخارات
فهرست افتخارات تمام دوران شامل دوره نیمه حرفه ای و یک قهرمانی لیگ ملی چین ۱۹۵۴ به عنوان بخشی از تیم شمال شرقی چین.

### داخلی
لیگ
- لیگ ملی چین
  - قهرمان (۲): ۱۹۷۸, ۱۹۸۵
- لیگ جیا-آ چین (نیمه حرفه‌ای: ۹۸۷–۱۹۹۳; حرفه‌ای: ۱۹۹۴–۲۰۰۳)
  - قهرمان (۶): ۱۹۸۷, ۱۹۸۸, ۱۹۹۰, ۱۹۹۱, ۱۹۹۲, ۱۹۹۳
  - نایب قهرمان (۲): ۱۹۸۹, ۱۹۹۹
- لیگ یک چین
  - قهرمان (۱): ۲۰۰۹

جام
- جام حذفی فوتبال چین
  - قهرمان (۲): ۱۹۸۴, ۱۹۸۶
- سوپر جام فوتبال چین
  - قهرمان (۱): ۲۰۰۰

### آسیایی
- لیگ قهرمانان آسیا
  - قهرمان (۱): ۱۹۹۰
  - نایب قهرمان (۱): ۱۹۹۱

### بین‌المللی
- دی‌سی‌ام تروفی
  - قهرمان (۱): ۱۹۸۴[۴]

### تیم جوانان
- قهرمان (۱): ۲۰۰۸
- تیم زیر ۱۵ سال
- جام نایک